# Габрієль Дейлман
Габрієль Дейлман (англ. Gabrielle Daleman; нар. 13 січня 1998, Торонто, Канада) — канадська фігуристка, що виступає у жіночому одиночному катанні. Олімпійська чемпіонка (2018), бронзовий призер світового чемпіонату (2017 рік), срібний призер континентальної чемпіонату (2017 рік), дворазова чемпіонка Канади (2015 та 2018 роки), чотири рази срібний призер чемпіонату Канади (2013, 2014, 2016, 2017 років). Чемпіонка Канади серед юніорів (2012 рік).
Станом на 5 травня 2017 року займає 11-е місце в рейтингу Міжнародного союзу ковзанярів (ІСУ).

## Кар'єра

### Юніорський період
Габрієль Дейлман народилася на початку 1998 року в Торонто. З юних років почала займатися фігурним катанням, але на першій стадії успіхів не було. Однак участь у першості Канади серед юніорів в 2012 році принесло їй відразу золоту медаль. Однак на Чемпіонат світу серед юніорів вона не поїхала.
На наступний, передолімпійський сезон вона виступала в юніорській серії Гран-прі й вирішила не брати участь у першості Канади серед юніорів, а відразу виступала в дорослому чемпіонаті Канади, на фініші вона виявилася другою. Що дозволило їй їхати на Чемпіонат світу серед юніорів в Мілан. В Італії Габрієль показала зріле катання і замкнула шістку кращих дівчат. Після цього канадська федерація ухвалила рішення відправити її в Японію на командний чемпіонат світу, звідти Дейлман повернулася зі срібною медаллю. При цьому в Токіо Габрієль була лише передостанньою.
В олімпійський сезон Дейлман продовжила (без особливого успіху) виступати серед юніорів. Однак на національному чемпіонаті вона знову (тільки тепер впевнено) виявилася другою.

### Дорослий період
Канадська федерація включила фігуристку на XXII зимові Олімпійські ігри в Сочі. Спортсменка показала непогане катання та була в числі 20 кращих. Після виступу в Росії Габрієль поїхала і на чемпіонат світу в Японії, де вона в парі з Кейтлін Осмонд зуміла відстояти для Канади квоту в дві фігуристки на наступний сезон..
У післяолімпійський сезон Габрієль Дейлман розпочала виступ у дорослій категорії. На початку осені вона виграла домашній турнір Autumn Classic поліпшивши всі свої колишні спортивні досягнення. Потім виступала на китайському і японському етапах Гран-прі. У січні 2015 року Дейлман впевнено стала чемпіонкою Канади і поїхала в Сеул на континентальний чемпіонат, де покращила свої колишні спортивні досягнення в довільній програмі. Але на подив багатьох вона не впоралася з хвилюванням на чемпіонаті світу в Шанхаї, де невдало виступила. В середині квітня на заключному старті сезону на командному чемпіонаті світу в Японії канадська фігуристка виступила значно краще в обох видах програм.
У жовтні 2015 року Дейлман почала виступ в новому сезоні, вона стартувала на Меморіалі Ондрея Непела. В кінці жовтня спортсменка виступала на домашньому етапі серії Гран-прі Skate Canada; де вона посіла п'яте місце. При цьому були побиті колишні спортивні досягнення в сумі і довільній програмі. Далі вона виступала на етапі Гран-прі Trophée Bompard, однак, після коротких програм, змагання були скасовані з міркувань безпеки (в столиці Франції сталася серія терактів). На початку січня на національному чемпіонаті вона стала віце-чемпіонкою. На початку квітня в Бостоні на світовому чемпіонаті, канадська фігуристка зуміла пробитися в дюжину кращих одиночок світу. Поліпшила при цьому всі свої колишні спортивні досягнення. В кінці квітня, виступаючи в США за команду Америки, на Кубку континентів вона поліпшив своє колишнє досягнення в короткій програмі.
Новий передолімпійський сезон канадська фігуристка початку в Німеччині на турнірі Небельхорн, де вона впевнено посіла третє місце. В середині жовтня фігуристка виступала на етапі Гран-прі в Чикаго, де на Кубку Америки зайняла місце поруч з подіумом. В середині листопада канадка виступала на етапі Гран-прі в Парижі, де на турнірі Trophée de France фінішувала і знову зайняла місце поруч з подіумом, при цьому були поліпшені спортивні досягнення в короткій програмі. У січні в Оттаві, на національному чемпіонаті вона не змогла скласти конкуренцію провідній канадській фігуристці Осмонд і завоювала тільки срібну медаль. У лютому фігуристка виступала в Каннині на континентальному чемпіонаті, де вперше виграла медаль за друге місце. У довільній програмі і сумі були поліпшені всі колишні спортивні досягнення. В кінці березня на чемпіонаті світу в Гельсінкі вона вперше виграла медаль (бронзову). При цьому зуміла сприяти завоюванню трьох путівок для своєї країни на Олімпіаду в Південну Корею і поліпшила свої колишні спортивні досягнення довільній програмі. Через три тижні після цього фігуристка виступала на командному чемпіонаті світу, де виступила дуже успішно. При цьому вона перевершила свої колишні спортивні досягнення в сумі і довільній програмі.
Через місяць вона перенесла операцію на черевній кісті і пропустила тренування до середини червня. На початку жовтня вона розпочала новий олімпійський сезон в Еспоо, на Трофеї Фінляндії, де фінішувала в шістці. Через місяць канадка виступала на китайському етапі серії Гран-прі в Пекіні, де фінішувала в середині турнірної таблиці Cup of China [Архівовано 3 жовтня 2019 у Wayback Machine.]. На початку року на національному чемпіонаті в Ванкувері Дейлман, незважаючи на погане самопочуття, зуміла вдруге стати чемпіонкою країни.

## Спортивні досягнення
| Змагання                              | 2011—2012 | 2012—2013 | 2013—2014 | 2014—2015 | 2015—2016 | 2016—2017 | 2017—2018 |
| ------------------------------------- | --------- | --------- | --------- | --------- | --------- | --------- | --------- |
| Зимові Олімпійські ігри               |           |           | 17        |           |           |           |           |
| ОІ Командні змагання                  |           |           | 17        |           |           |           | 1         |
| Чемпионаты мира                       |           |           | 13        | 21        | 9         | 3         |           |
| Чемпионати четирьох континентів       |           |           |           | 7         |           | 2         |           |
| Командный чемпионат мира              |           | 11/2*     |           | 4         |           | 4         |           |
| Этапи Гран-при: Cup of China          |           |           |           | 5         |           |           | 6         |
| Этапи Гран-при: NHK Trophy            |           |           |           | 6         |           |           |           |
| Этапи Гран-при: Skate Canada          |           |           |           |           | 5         |           |           |
| Этапи Гран-при: Trophée Bompard       |           |           |           |           | С         | 4         |           |
| Этапи Гран-при: Skate America         |           |           |           |           |           | 4         | 6         |
| Турнір в Канаді                       |           |           |           | 1         |           |           |           |
| Меморіал Ондрея Непели                |           |           |           |           | 4         |           |           |
| Nebelhorn Trophy                      |           |           |           |           |           | 3         |           |
| Finlandia Trophy                      |           |           |           |           |           |           | 6         |
| Чемпионати світу сред юніорів         |           | 6         |           |           |           |           |           |
| Етапи юніорського Гран-прі: Австрія   |           | 6         |           |           |           |           |           |
| Етапи юніорського Гран-прі: Естонія   |           |           | 4         |           |           |           |           |
| Етапи юніорського Гран-прі: Німеччина |           | 5         |           |           |           |           |           |
| Етапи юніорського Гран-прі: Польща    |           |           | 3         |           |           |           |           |
| Challenge Cup                         | 2 (юн)    |           |           |           |           |           |           |
| Чемпіонати Канади                     |           | 2         | 2         | 1         | 2         | 2         | 1         |
| Першість Канади серед юніорів         | 1         |           |           |           |           |           |           |

- юн — виступала в юніорському розряді.
- * — місце в особистому заліку/командне месце (с 2015 рокуособистий залік не проводиться).
- З — змагання не було завершено.